# Procopie Ivașcovici
Procopie Ivașcovici (n. 1809, Deliblat – d. 1881, Carloviț) a fost un mitropolit ortodox al Mitropoliei Ardealului (în 1873) și apoi patriarh al Patriarhiei de Carloviț, a ortodocșilor din Imperiul Habsburgic. Procopie Ivașcovici a fost o figură marcantă în mișcarea de renaștere națională a românilor și sârbilor din Imperiul Austro-Ungar.
A fost în tinerețe în slujba biserici ortodoxe sârbești, iar apoi a devenit episcop al Episcopiei Aradului, între anii 1852 și 1873, iar sub conducerea sa a fost ridicată Catedrala episcopală „Nașterea Sf. Ioan Botezătorul” din Arad. A fost membru fondator și primul președinte al Asociațiunii naționale arădane pentru cultura poporului român.
În anul 1873 a fost numit mitropolit al Sibiului, dar a slujit doar un an, deoarece în iulie 1873 a fost ales patriarh de Carloviț, unde a slujit până la moartea sa, în anul 1881.

## Biografie

### Începuturi
Procopie Ivașcovici s-a născut în 1808 în Deliblata, în Granița militară bănățeană, sub numele de Petru Ivașcovici. Era fiul preotului Ivașcu, originar din Goruia. A crescut într-un mediu dominat de sârbi și români, fiind familiarizat cu ambele culturi. Se crede că Ivașcovici era de etnie română, dar a beneficiat de educație sârbească. Fratele său mai mare, Sofronie, a fost, din 1815, profesor de limba română la seminarul teologic din Vârșeț.
După ce a studiat la gimnaziul din Oradea, apoi la cel din Novi Sad, a studiat filosofia în Kesmark, teologia la Vârșeț și dreptul la Sárospatak. Fiind un protejat al Mitropolitului Ștefan Stratimirovici, a început să predea din 1833. După ce s-a călugărit în 1835, a devenit profesor la Seminarul Teologic din Carloviț. În 1846 a devenit stareț al Mănăstirii Cruședol.

### Episcop de Arad
În 1853, a fost numit Arhiepiscop de Arad, în cadrul nou-formatei Patriarhii de Carloviț. Autoritățile austro-ungare și clericii sârbi au crezut că Ivașcovici va fi un adversar ferm al identității naționale românești și, astfel, își vor întări controlul în regiune. Ivașcovici a procedat fix invers: a devenit un colaborator activ al lui Andrei Șaguna și a susținut publicarea de cărți și ziare în limba română, precum și organizarea de educație teologică în limba română. În 1855, Ivașcovici și Șaguna l-au susținut pe Nicolae Tincu Velia pentru a fi protopop de Caransebeș, însă tentativa a fost blocată de episcopul sârb de Vârșeț. Ivașcovici a încercat totodată să modereze tensiunile interetnice, cum ar fi în conflictul dintre români și greci pentru biserica din Szentes. La inițiativa lui Ivașcovici a fost construită Catedrala Nașterea Sfântului Ioan Botezătorul din Arad.
În anii 1860, afilierea cu Procopie Ivașcovici cu mișcarea națională românească a devenit publică. În septembrie 1862, laici și clerici ortodocși români din Transilvania, Banat și Bucovina au scris o petiție împăratului Franz Joseph, prin care cereau crearea unei Biserici ortodoxe autonome, românească. Printre semnatarii petiției s-au aflat Ivașcovici, Andrei Șaguna, Ioan Popasu, Teofil Bendela, Emanoil Gojdu, frații Hurmuzachi, Alexandru Wassilko de Serecki, Alexandru Petrino și reprezentanți ai familiei Mocioni. În 1863, s-a aflat printre cei care au fondat Asociația națională arădană pentru cultura poporului român, fiind ales președintele acesteia, iar, ulterior, președinte de onoare. Astfel, Ivașcovici a intrat în contact cu noua generație de lideri ai mișcării naționale a românilor din Transilvania și Banat, printre care Vicențiu Babeș, Ioan Rațiu, Anton Mocioni și Andrei Mocioni. 

### Episcop sufragan și mitropolit al Transilvaniei

Mitropolitul Procopie

În 1864, după reactivarea Mitropoliei Ardealului, Ivașcovici a contribuit la separarea bisericilor românești de sub autoritatea sârbească. În timpul separării a pierdut 5000 de enoriași sârbi din Arad, dar și enoriașii greci din Szentes, care au preferat jurisdicția Patriarhiei de la Carloviț. Cu toate acestea, și-a consolidat influența din Banat, prin Episcopia de Caransebeș. 
În paralel, a susținut comunitatea ortodoxă din Jula, prin construirea unei noi biserici și școli. Deoarece a beneficiat de moștenirea lăsată de Emanoil Gojdu, Ivașcovici l-a comemorat deseori pe acesta, păstrându-i memoria vie în rândul ardelenilor. La fel a procedat și cu Elena Ghiba Birta. 
După Compromisul austro-ungar din 1867, naționalismul maghiar a crescut în Ardeal, iar, împreună cu acesta, și procesul de maghiarizare. Nepotul lui Procopie, Gheorghe, s-a maghiarizat ca György Ivácskovics, a aderat la Partidul Liberal Maghiar și a fost ales deputat în Parlamentul de la Budapesta, în circumscripția Ciacova. Conform lui Ioan Slavici, acest fapt l-a enervat pe Ivașcovici, care a zis despre György că e "un incompetent". Tot în 1867, a fost creată Societatea Transilvania, cu caracter iredentist, care i-a ales pe Ivașcovici și Șaguna în comitetul de conducere. Din februarie 1865, amândoi, împreună cu Andrei Mocioni, au fost aleși membri de onoare ai Societății pentru Cultura și Literatura Română în Bucovina. 
Andrei Șaguna a decedat în iunie 1873, iar, pe o septembrie în același an, Ivașcovici a fost ales Mitropolit al Ardealului, cu 78 de voturi din 108, învingându-l pe cel care ocupa interimar funcția după moartea lui Șaguna, Ioan Popasu, care a obținut doar 20 de voturi. A devenit consilier ex-officio al împăratului Franz Joseph, datorită funcției sale. A fost decorat cu Ordinul Leopold și cu Ordinul Coroana de Fier. 
În anii ulteriori, Iosif Goldiș l-a acuzat pe Mitropolitul Procopie de simonie, susținând că alegerea sa ar fi fost aranjată de Vicențiu Babeș. 
Ca Mitropolit, Procopie Ivașcovici a încercat să fuzioneze cu Mitropolia Bucovinei. El a sprijinit alegerea lui Teofil Bendela ca Mitropolit al Bucovinei, cu speranța că acesta va demara demersurile pentru unirea celor 2 Mitropolii. Moartea rapidă a lui Bendela după doar 1 an de la înscăunarea sa din 1874 a dus însă la oprirea demersului.

### Patriarh de Carloviț

Patriarhul Procopie

În 1874, după un conflict între clericii ortodocși sârbi și autoritățile maghiare, care au blocat înscăunarea lui Arsenije Stojković ca Patriarh de Carloviț, Ivașcovici a fost ales Patriarh, ca soluție de compromis între cele 2 tabere. Pe 19 iulie a fost confirmat în funcție, iar, pe 13 august, a anunțat oficial vacantarea postului de Mitropolit al Ardealului: 
| Mesajul lui Procopie Ivașcovici la demisia sa din funcția de Mitropolit al Ardealului |
| --- |
| [...] navalirea cu atât'a potere a tuturoru imprejuràriloru asupr'a mea, nu-mi lasá alta alegere, de càtu — o supunere cu resignatiune, in cea mai deplina buna-credintia, cà este spre binele santei nóstre biserice. Asia a fostu, pré iubitii mei, cà eu, desi cu inim'a plina de dorere si in consciintia celei mai grele responsabilitàti, a trebuitu sè me despartu de Voi, sè parasescu acelu terenu alu archipastoriei la pré-iubitulu meu poporu romanu, carui intr'unu cursu de 21 de ani tóte modestele mele poteri si ingrigiri au fostu devotate. M'am despartitu, V'am parasitu, — dar totusi numai corporalminte; spiritulu meu — pururiá va fi cu Voi, pururiá Ve voiu petrece cu iubire si cu tóta solicitudinea, ce mi-o impune legatur'a bisericesca si comuniunea sincera si intima a trecutului. |

Istoricul Teodor V. Păcățian a zis că acesta a fost un "gest lăudabil" care ilustrează cooperarea pan-ortodoxă. O atitudine similară a fost prezentă și în ziarul Albina. Totuși, alți intelectuali ardeleni, precum Ioan Slavici, au considerat gestul lui Ivașcovici drept o trădare.
Ca Patriarh de Carloviț, Ivașcovici a sprijinit curentul liberal sârb. El a încercat să includă sub autoritatea sa și bisericile din Condominiul Bosniei și Herțegovinei. 
În decembrie 1879, Ivașcovici și-a înaintat demisia, invocând motive de sănătate. Totuși, se crede că demisia a avut loc la presiunile prim-ministrului maghiar Kálmán Tisza, care încerca să instaureze clerici loiali guvernului maghiar. Demisia lui Ivașcovici a dus la revoltă în rândul populației sârbe. 
Ivașcovici a decedat în 1881, în Biserica Albă. A fost înmormântat la Biserica Patriarhală din Carloviț.